# Алтайский заповедник

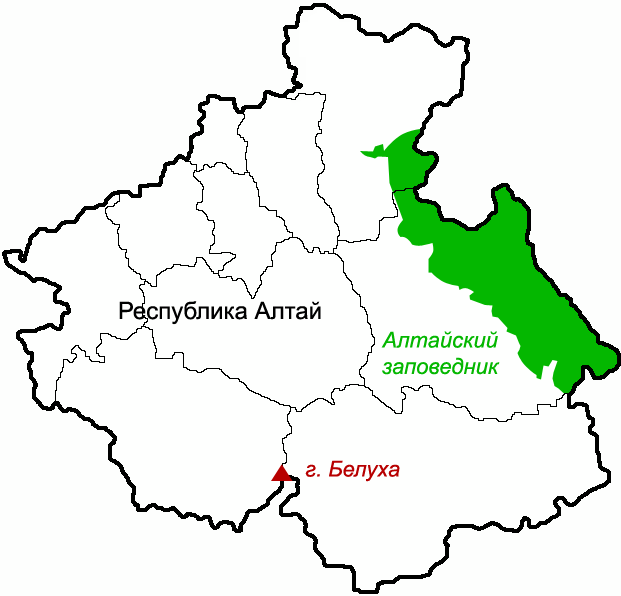
Территория заповедника.

Алта́йский запове́дник, официальное название Алта́йский госуда́рственный приро́дный биосферный запове́дник — особо охраняемая природная территория в Алтайских горах. Основан в 1932 году, впоследствии упразднялся и воссоздавался вновь. Часть объекта всемирного наследия ЮНЕСКО «Золотые горы Алтая». Входит в состав ассоциации заповедников и национальных парков Алтай-Саянского экорегиона.

## История
В 1929 году по постановлению Государственного Межведомственного Комитета по охране и содействию развитию природных богатств на Алтай была направлена научно-промысловая экспедиция под руководством профессора с целью обследования территории на предмет организации большого заповедника. По представленному проекту будущий заповедник должен был охватывать огромную территорию свыше 2 млн га от Тувы до реки Катунь. Телецкое озеро находилось бы в центре. Проекту не суждено было воплотиться в жизнь. Его не утвердили. Решение об организации заповедника было принято 4 мая 1930 года Постановлением  СССР.
Наркомпросу поручили уточнить границы его расположения, для чего в 1931 году была организована вторая экспедиция под руководством Ф. Ф. Шиллингера. Работы велись с начала осени до первой половины зимы. Были намечены и обоснованы будущие границы заповедника. В итоге, Ойротский облисполком 10 декабря 1931 года, а Хакасский облисполком 28 декабря 1931 года специальными постановлениями признали целесообразным организацию заповедника. 16 апреля 1932 года, СНК РСФСР окончательно утвердил его границы. Эту дату и принято считать днем основания заповедника.
В 1951 году 10 сентября Совет Министров РСФСР вынес Постановление «О ликвидации Главного Управления по заповедникам при Совете Министров РСФСР и об упразднении отдельных заповедников», в том числе и Алтайского заповедника. В 1958 году 24 мая Совет Министров РСФСР дал Распоряжение № 2943-р, в числе ряда заповедников восстановить и Алтайский заповедник, площадью 914 777 гектаров. Летом 1961 года Алтайский заповедник был опять расформирован.
В 1965—1967 гг. научная общественность Сибири и преимущественно Сибирского отделения Академии Наук СССР, Алтайского отдела Географического общества СССР, Алтайского краевого общества охраны природы поднимает вопрос о целесообразности организации Алтайского заповедника в территориальных рамках ранее существовавшего Алтайского заповедника.
24 марта 1967 г. Исполнительный Комитет Алтайского Краевого Совета депутатов трудящихся выносит решение об организации Алтайского заповедника, в котором говорится, что в целях сохранения уникального природного комплекса Телецкого озера и Прителецкой тайги, а также учитывая ходатайства краевого общества охраны природы и Главного управления охотничьего хозяйства и заповедников при Совете Министров РСФСР Исполнительный Комитет краевого Совета депутатов трудящихся решил организовать Алтайский государственный заповедник и просить Совет Министров РСФСР решить вопрос об организации Алтайского государственного заповедника. В этом же году Совет Министров РСФСР постановляет организовать Алтайский государственный заповедник, который был образован 7 октября 1967 года в границах ранее существовавшего заповедника. Заповедник расположен в горах Южной Сибири в Турочакском и Улаганском районах Республики Алтай. Площадь — 881 238 га по лесоустройству 1981 года. Протяжённость территории с северо-запада на юго-восток — 230 км, ширина 30—40 км, до 75 км.
Территория Алтайского и Катунского заповедников внесена в список Всемирного культурного и природного наследия ЮНЕСКО под названием «Золотые горы Алтая» (1998).
27 мая 2009 года на острове Чеджу, в Республике Корее, в ходе 21 сессии Международного координационного Совета программы «Человек и Биосфера» было принято решение о включении во Всемирную сеть биосферных резерватов (БР) ЮНЕСКО Алтайского заповедника.
Заповедник находится в ведении Министерства природных ресурсов и экологии Российской Федерации.

## География
Вдоль границ заповедника располагаются высокие хребты: на севере — хребет Торот (отрог Абаканского хребта, отходящий от него на запад почти под прямым углом), на северо-востоке — Абаканский (гора Садонская, 2 890 м над у. м.), на крайнем юге — отроги хребта Чихачёва (гора Гетедей, 3 021 м), на востоке — Шапшальский хребет (гора Тошкалыкая, 3 507 м). Несколько обособленных горных массивов находятся и в центре заповедника: Куркуре (г. Куркуребажи, 3 111 м 51°03′29″ с. ш. 88°24′21″ в. д.), Тетыколь (до 3 069 м), Чулышманский (гора Богояш, 3 143 м). Западная граница идёт вдоль реки Чулышман и по Телецкому озеру. Более 20 % площади заповедника покрыто скальными, каменистыми осыпями и галечником. В заповеднике 1 190 озёр площадью более 1 га каждое. На реке Чульче в 8 км от устья находится самый большой водоскат Алтая — Большой Чульчинский (Учар), это 150-метровый каскад воды.
Алтайский заповедник — один из наиболее крупных заповедников России, его площадь составляет 9,4 % от всей территории Республики Алтай. Весь правый берег Телецкого озера и 22 тыс. га его акватории находятся на заповедной территории. Территория заповедника не имеет ни одной автодороги (кроме недавно продолженной щебёночной дороги на севере от села Бийка до посёлка Яйлю). Территория практически непроходима, если не пользоваться редкими тропами, проложенными лесниками и сотрудниками заповедника. Однако, и местонахождение этих троп необходимо хорошо знать, отправляясь в путешествие без проводника. Посещение заповедника только с разрешения администрации и оформляется соответствующим пропуском.

## Климат
Климат заповедника континентальный, горный. Зависит от особенностей рельефа. Зима на берегах Телецкого озера — одна из самых мягких в Сибири, что связано с влиянием обычных в это время года восточных и юго-восточных фёнов. Северо-западные ветры, напротив, приносят похолодание. К югу зимние температуры падают. Лето из-за возвышенного положения заповедника прохладное, на горных вершинах отсутствует. На севере оно влажное, на юге более сухое.
| Показатель              | Янв.  | Фев.  | Март  | Апр.  | Май   | Июнь | Июль | Авг. | Сен. | Окт.  | Нояб. | Дек.  | Год   |
| ----------------------- | ----- | ----- | ----- | ----- | ----- | ---- | ---- | ---- | ---- | ----- | ----- | ----- | ----- |
| Абсолютный максимум, °C | 11,6  | 13,4  | 21,4  | 29,3  | 33,0  | 34,3 | 36,9 | 34,7 | 29,1 | 23,2  | 15,9  | 14,1  | 36,9  |
| Средняя температура, °C | −7,6  | −7,1  | −2,3  | 4,0   | 10,1  | 14,2 | 17,3 | 15,7 | 10,2 | 4,5   | −2    | −6,1  | 4,2   |
| Абсолютный минимум, °C  | −36,2 | −38,7 | −28,8 | −24,3 | −10,1 | −1,3 | 1,6  | 0,1  | −4,9 | −18,7 | −33   | −33,5 | −38,7 |
| Норма осадков, мм       | 16    | 14    | 26    | 75    | 115   | 131  | 147  | 132  | 98   | 71    | 46    | 29    | 900   |
| Источник:               |       |       |       |       |       |      |      |      |      |       |       |       |       |

## Флора
На территории Алтайского заповедника существует 1500 видов высших сосудистых растений, из которых 22 вида занесены в Красную книгу Российской Федерации:
- Полушник озёрный — Isoetes lacustris L (Вид находится под угрозой исчезновения. Занесён в Красную книгу России 2008 год. Статус: 2 (V). Уязвимый вид),
- Ковыль перистый — Stipa pennata L (Красная книга Российской Федерации 2008 год, Красную книгу Монголии. Уязвимый вид. Сокращает численность популяций. Статус: 2 (V)),
- Ковыль Залесского — Stipa zalesskii Wilensky (Красная книга Российской Федерации 2008 год. Статус. III категория. Редкий вид),
- Кандык сибирский — Erythronium sibiricum (Fisch. et Mey) Kryl. (Красная книга Российской Федерации 2008 год Статус. III категория. Редкий вид),
- Венерин башмачок вздутый Cypripedium ventricosum Sw. (Красная книга Российской Федерации 2008 год Статус. 3 (R). Редкий вид.),
- Венерин башмачок настоящий — Cypripedium calceolus L. (Красная книга Российской Федерации 2008 год Статус. 3 (R). Редкий вид.),
- Венерин башмачок крупноцветковый — Cypripedium macranthon Sw. (Красная книга Российской Федерации 2008 год Статус. 3 (R). Редкий вид.),
- Надбородник безлистный — Epipogium aphyllum (F.W.Schmidt) Sw. (Красная книга Российской Федерации 2008 год Статус. 4 (1). Вид с неопределенным статусом.),
- Неоттианте клобучковая — Neottianthe cucullata (L.) Schecht. (Красная книга Российской Федерации 2008 год Статус. 3 (R). Редкий вид.),
- Липарис Лезеля — Liparis loeselii (L.)Rich (Красная книга Российской Федерации 2008 год Статус. 3 (R). Редкий вид.),
- Пальцекорник балтийский — Dactylorhiza baltica (Klinge) Orlova (Красная книга Российской Федерации 2008 год Статус. 2 (У). Уязвимый вид с неопределенным статусом.),
- Ятрышник шлемоносный — Orchis militaris L. (Красная книга Российской Федерации 2008 год Статус. 3 (R). Редкий вид.),
- Ревень алтайский — Rheum altaicum Losinsk. (Красная книга Российской Федерации 2008 год. Ресурсное растение, эндемик Статус: 3 (R). Редкий вид),
- Борец ненайденный — Aconitum decipiens Worosch. et Anfalov (Красная книга Российской Федерации 2008 год. Статус: 2 (V). Уязвимый вид. Алтае-тувинский эндемик),
- Борец Паско — Aconitum paskoi Worosch. (Красная книга Российской Федерации 2008 год. Статус. 3 (R). Редкий вид. Эндемик),
- Остролодочник вздутоплодный — Oxytropis physocarpa Ledeb. (Красная книга Российской Федерации 2008 год Статус: 3 (R). Редкий вид. Эндемик Юго-Восточного Алтая и Юго-Западной Тувы),
- Остролодочник чуйский — Oxytropis tschujae (Красная книга Российской Федерации 2008 год. Статус: 3 (R). Редкий вид. Алтае-Саянский Эндемик),
- Зубянка сибирская Dentaria sibirica (Красная книга Российской Федерации 2008 год. Статус: 3 (R). Редкий вид. Алтае-Саянский Эндемик),
- Дендрантема выемчатолстная — Dendranthema sinuatum (Красная книга Российской Федерации 2008 год. Статус: 2 (V). Уязвимый вид. Эндемик Алтая,),
- Володушка Мартьянова — Bupleurum martjanovii (Красная книга Российской Федерации 2008 год. Алтае-Саянский эндемик Статус: 3 R). Редкий вид. Эндемик гор Южной Сибири),
- Родиола розовая Rhodiola rosea L. (Красная книга Российской Федерации 2008 год Статус: 3 (R). Редкий вид),
- Костенец алтайский Asplenium altajense (Kom.) Grub. (Красная книга Российской Федерации 2008 год. Статус. 4 (I). Вид с неопределенным статусом. Реликт третичной флоры. Палеоэндэм.).

49 видов растений занесены — в Красную книгу Республики Алтай.
Водорослей и лишайников более 500 видов. Леса заповедника в основном состоят из хвойных пород: лиственница сибирская, сибирский кедр и пихта сибирская. 34 вида мхов, грибов, лишайников и сосудистых растений занесены в Красные книги Республики Алтай и России. Более 200 эндемиков, а также редкие степные, лесные, водные и высокогорные сообщества находятся на территории Алтайского заповедника. Сохранились участки реликтовых тундростепных ландшафтов — дриадовые тундростепи. Это определяет выдающуюся его роль в деле охраны флоры и растительности Южной Сибири.

## Фауна
На территории Алтайского заповедника обитает 59 редких и исчезающих видов животных, что составляет около 52 % от всех охраняемых в Республике Алтай.

### Насекомые
Красная книга РФ: Голубянка Римн — Neolycaena rhymnus (Категория и статус — 2 сокращающийся в численности вид, занесен в Красную книгу РФ 2001), Аполлон обыкновенный — Parnassius apollo (Категория и статус — 2 сокращающийся в численности вид. Занесен в Красную книгу РФ 2001), Эребия Киндермана — Erebia Kindermanni(Категория и статус — 2 сокращающийся в численности вид. Занесен в Красную книгу РФ 2001). Виды, отмеченные на сопредельной с заповедником территории, то есть нахождение которых на территории заповедника возможно: мнемозина — Parnassius mnemosyne (Категория и статус — 2 сокращающийся в численности вид. Занесен в Красную книгу РФ 2001)/

### Млекопитающие
68 видов. Из них два вида занесены в международную Красную книгу (МСОП) — Снежный барс — Panthera uncia, который крайне редок, обитает преимущественно высоко в горах, выше границы леса. Алтайский горный баран — Ovis ammon ammon, Сибирская кабарга — Moschus moschiferus. В Красную книгу России занесен лесной подвид северного оленя (Rangifer tarandus). Из млекопитающих в заповеднике 11 видов насекомоядных, 8 рукокрылых, 2 зайцеобразных, 24 грызунов, 15 видов хищных (медведь, рысь, выдра, росомаха, соболь, колонок) и 8 видов парнокопытных (лось, марал, горный баран, сибирская косуля, сибирский козерог, северный олень, кабарга и кабан).
В Красную книгу Республики Алтай занесены 8 видов летучих мышей, местообитанием которых является Алтайский заповедник (Усатая ночница, Ночница Брандта, Ночница Иконникова, Водяная ночница, Бурый ушан, Рыжая вечерница, Северный кожанок, Большой трубконос).

### Птицы
За период с 1990 по 2014 гг., на основе полевых наблюдений в различное время года, проведены мониторинговые наблюдения и инвентаризация орнитофауны заповедника, общий список птиц с момента организации Алтайского заповедника составил 343 вида, из них 177 — гнездятся; еще 13 таксонов возможно гнездятся. За последние 50 лет не встречены на гнездовье ранее гнездящиеся виды: гуменник (Anser fabalis), сапсан (Falco peregrinus), погоныш (Porzana porzana) и черноголовый хохотун (Larus ichthyaetus) [Фолитарек, Дементьев, 1938; Ирисов, 1963], а также не найдены, отмеченные ранее, три вида: белолобый гусь, синьга и дрофа [Фолитарек, Дементьев, 1938; Дулькейт, 1949]. Установлено гнездование редких видов птиц, включенных в Красную книгу Российской Федерации: степного орла (Aquila rapax), орлана-белохвоста (Haliaeetus albicilla), серого журавля (Grus grus) и журавля-красавки (Anthropoides virgo), а также большого веретенника (Limosa limosa), монгольского снегиря (Bucanes mongolicus) и седоголовой овсянки (Emberiza spodocephala); впервые в заповеднике и Республике Алтай отмечены редкие виды птиц из Красной книги Российской Федерации: кудрявый пеликан (Pelecanus crispus) и ходулочник (Himantopus himantopus). С учётом вышеуказанных сведений современный список орнитофауны составляет 331 вид. 12 видов занесены в Международную Красную книгу МСОП — кудрявый пеликан (Pelecanus crispus), краснозобая казарка (Rufibrenta ruficollis), клоктун (Anas formosa), белоглазый нырок (чернеть) (Aythya nyroca), степной лунь (Circus macrourus), большой подорлик (Aquila clanga), могильник (Aquila heliaca), орлан-долгохвост (Haliaeetus leucoryphus), орлан-белохвост (Haliaeetus albicilla), чёрный гриф (Aegypius monachus), степная пустельга (Falco naumanni), дрофа (Otis tarda).
23 вида занесены в Красную книгу России: колпица (Platalea leucorodia), чёрный аист (Ciconia nigra), обыкновенный фламинго (Phoenicopterus roseus), чёрная казарка (Branta bernicla hrota), горный гусь (Eulabeia indica), скопа (Pandion haliaetus), степной орел (Aquila rapax), беркут (Aquila chrysaetos), бородач (Gypaetus barbatus), кречет (Falco rusticolus), балобан (Falco cherrug), сапсан (Falco peregrinus), красавка (Anthropoides virgo), джек или дрофа-красотка (Chlamidotis undulate), авдотка (Burhinus oedicnemus), ходулочник (Himantopus himantopus), кулик-сорока (материковый подвид) (Haematopus ostralegus), шилоклювка (Recurvirostra avosetta), большой кроншнеп (Numenius arquata), черноголовый хохотун (Larus ichthyaetus), филин (Bubo bubo), монгольский жаворонок (Melancorypha mongolica), розовый пеликан (Pelecanus onocrotalus).

### Пресмыкающиеся
Пресмыкающихся встречается 6 видов: обыкновенная и степная гадюки, узорчатый полоз, обыкновенный щитомордник и ящерицы. Велико разнообразие беспозвоночных — около 15 тысяч видов.

### Рыбы
В водоёмах заповедника обитает 19 видов рыб. Щука, окунь, налим, телецкий сиг, таймень, ленок, Сиг Правдина и др. Наиболее распространенным видом рыб заповедника является хариус.

## Антропогенное воздействие
Серьёзным источником загрязнения являются отделяющиеся части ракет-носителей «Протон-М», запускаемых с космодрома Байконур: район падения отделяющихся ступеней ракет-носителей № 326 двумя третями заходит на территорию заповедника (бассейны рек Кыга, Кайра, Чульча).

## Фотогалерея
| - Вид на долину реки Чулышман. - Лес неподалёку водопада Корбу. |